# Can Rovira (Vilajuïga)
Can Rovira és una casa de Vilajuïga (Alt Empordà) inclosa a l'Inventari del Patrimoni Arquitectònic de Catalunya.

## Descripció
És a l'oest del nucli urbà de la població de Vilajuïga, al barri de l'Estació. La finca està situada a la riba esquerra de la riera de Quermançó i està delimitada, al nord, per les vies del tren, i al sud, pel carrer del General Moragues.
És un edifici exempt envoltat d'un gran jardí i format per diversos cossos adossats, que li confereixen una planta irregular, tot i que allargada. L'edifici principal és de planta rectangular, amb la coberta a dues vessants de teula, i distribuït en planta baixa, pis i golfes. Presenta un altell de planta quadrada amb terrat, que sobresurt de la teulada i està decorat amb motllures geomètriques. La façana principal, orientada a l'est, presenta tres obertures per pis. La porta d'accés és d'arc rebaixat amb emmarcament d'obra, igual que els finestrals situats a banda i banda. Al pis, hi ha tres finestrals rectangulars amb emmarcament d'obra triangular, amb sortida a tres balcons exempts amb barana de ferro treballada. A la part superior, una motllura horitzontal a manera de cornisa, delimita la façana. Per damunt seu hi ha el coronament de la façana, consistent en un gran frontó triangular motllurat, amb una finestra quadrada amb emmarcament també triangular. Posteriorment, per la banda sud d'aquest edifici, es va afegir un cos de planta rectangular, utilitzat com un altre habitatge. Presenta escales directes des del jardí al primer pis i terrassa. Al nord hi ha tres cossos més adossats: una petita ampliació de l'edifici original, un cos rectangular de dues plantes amb terrassa amb balustrada al primer pis i porxo a baix, i un altre cos transversal a l'anterior, amb terrat. Adossat a la façana oest hi ha un altre gran cos rectangular, amb coberta a una vessant. A la part davantera hi ha una pèrgola i la piscina.
La construcció es troba arrebossada i pintada de tonalitats grogues.